# 紅襖軍
紅襖軍（こうおうぐん）とは、13世紀初頭に金朝治下の山東地方で起こった叛乱軍の名称。当初は南宋皇帝を主君と奉じて金朝と戦闘を繰り広げたが、金朝そのものがモンゴル帝国の侵攻によって衰退する中で、最終的には李全らに率いられてモンゴル帝国に降伏するに至った。
金朝の側からは「紅襖賊」、南宋の側からは「忠義軍」とそれぞれ呼ばれており、モンゴル語史料の『元朝秘史』でも「フラーン・デゲル（Hula'an Degel）」として言及されている。

## 名称
「紅襖軍」という名称について、『金史』は「その党は往々にして互いに団結して各地を略奪し、皆紅襖を着て互いに識別したため、『紅襖賊』と号した」と記載している。すなわち、中国史上の赤眉の乱・黄巾の乱・紅巾の乱と同様に、戦場で目立ちやすい目印を持つことで同士討ちを避けるために「紅襖」を纏ったことがこの名称の由来であった。また、「紅巾を纏った反乱軍」は元末明初に起こったものが有名であるが、実際には北宋末の金侵攻時に江北一帯で初めてみられたものであり、北宋末の紅巾・金末の紅襖・元末の紅巾は軌を一にした集団とみられる。これらの叛乱集団が特に「紅」を尊んだのは、宋朝が「火徳の王朝」であることから赤＝紅が宋朝を象徴する色と見なされ、北方の異民族王朝（女真＝金、モンゴル＝大元）支配に抵抗するシンボルと見なされたためと考えられている。
なお、北宋末の紅巾・金末の紅襖・元末の紅巾は個人的武勇に長けた任侠的性格を有する人物を首領に戴くことが多かった点でも共通しており、このような指導者は元末に原型が成立した『水滸伝』の好漢のモチーフになったと考えられている。

## 背景
11世紀初頭より華北を支配した金は、12世紀後半の世宗の治世に全盛期を迎えたものの、その後継者の章宗の頃から治世の乱れが見えつつあった。特に、北方で契丹人の叛乱が起こったこと、チンギス・カンがモンゴル帝国を建国したことにより北辺の防備（金の界壕）を固めなければならなくなったことは、金領各地に重い負担となってのしかかった。これを好機と見たのが金に奪われた領土奪還を目指す南宋で、1204年から1208年にかけて南宋は金領に侵攻した（一連の争乱は後世「開禧用兵」と呼ばれる）。この時に山東地方も金・南宋間の戦闘の最前線となり、生活が不安定化した山東地方では早くも群盗が起こり始めた｡ 後述するように、紅襖軍の第一世代にあたる劉二祖・楊安児はこの頃に活動を始めている。更に、1211年からはモンゴル帝国の金侵攻が始まり、野狐嶺の戦いで惨敗を喫した金はモンゴル軍に全領土を一方的に蹂躙された。1214年には一度両国の間で和議が成立したことにより金朝側に余裕が生まれ、この頃に劉二祖・楊安児ら第一世代は討伐されている。
しかし、金の朝廷は開封への遷都を強行したことを切っ掛けにモンゴル軍の再度の侵攻を招き、一連の戦乱により黄河以北一帯は事実上無政府状態に陥った。このような状況の中、金領各地で自衛・自治組織が成立し、幾度かの統廃合を経て「漢人世侯」と呼ばれる大勢力に成長していった。しかし、山東地方のみは打倒金を掲げる紅襖軍を再編するに至り、劉二祖・楊安児の系譜を継ぐ李全・石珪ら第二世代の紅襖軍が活躍を始めることとなった。

## 歴史
紅襖軍の歴史は劉二祖・楊安児の二大勢力が活躍していた時期と、李全らが活躍していた時期に大きく分けられる。また、紅襖軍の第一世代に当たる楊安児・劉二祖らについては、現在の益都府と莒州を結ぶ線で大きく勢力圏が分けられる点が特徴として挙げられる。すなわち、楊安児率いる集団は益都府と莒州を結ぶ線より東の膠萊平原と山東半島を支配下に置いており、劉二祖は山東の中央部の山地一帯を拠点としていた。これら二つの勢力圏は、ほぼ当時の行政区画（山東東路・山東西路）とほぼ合致していた。

### 劉二祖・楊安児の時代
山東地方で反金の気運が醸成された直接的なきっかけは、12世紀末に実施された「冒占官地の分配｣ 政策であったと考えられている。これは、金の軍事力の根幹をなす猛安・謀克の経済的窮乏を救済するために「冒占官地（不法に占拠された官地）」を回収して猛安・謀克に分配するというものであったが、官地を名目に民有地の没収が強行されることも多く、先祖伝来の土地を奪われた漢人の反金運動は急速に広まった。このような情勢下で、早くも1205年5月27日には李全が南宋の派遣した朱裕と組んで蜂起し、漣水県を占拠するという、｢紅襖軍｣の先駆けとなるような事件が起こっている。しかし、金側の強い抗議を受けた南宋はあっさりと李全・朱裕らを見限り、朱裕は金・南宋国境でさらし首とされてしまった。このように一方的に山東の反金運動を利用するが、状況次第ですぐに見捨てるような南宋の態度は、後に紅襖軍側から見限られる遠因になったと評されている。そして1206年からは南宋による金朝出兵（開禧用兵）が開始され、1208年に至る一連の戦闘により前線となった山東地方は更に疲弊を深めた。
初期紅襖軍の代表的指導者の一人である楊安児は泰和年間に一度叛乱を起こしたが失敗し、金に降伏し「必勝軍」と呼ばれる義勇軍の副官に任じられていた人物であった。しかし、対モンゴル戦線に派遣された楊安児は野狐嶺の戦いでの大敗北を受けて山東地方に逃れ帰り、1211年（大安3年）に再び背いて山東一帯を劫掠した。しかし1214年（貞祐2年）4月に金朝とモンゴル軍の間に一時的に和議が結ばれると、金朝は僕散安貞を益都府に派遣して本格的に紅襖軍討伐を開始した。僕散安貞はまず益都城の東で楊安児を破ったものの、楊安児は敗走した先で萊州の徐汝賢を降して再起した。更に、登州刺史の耿格が自発的に降ったことで楊安児の勢力はますます拡大し、楊安児は遂に皇帝号を称して「天順」と改元するに至った。勢いに乗じて楊安児は東では寧海州を陥落させ、西では濰州を攻め、その配下の「元帥」方郭三は密州を拠点に沂州・海州を平定した。
このような楊安児の動きに刺激を受け、濰州で李全が、周元児が深州・祁州で、馮天羽が石州で、それぞれ前後して蜂起するに至っている。一方、劉二祖は楊安児が叛乱を起こした翌年の1212年（崇慶元年）に泰安州で決起したと伝えられる。泰安州は泰山の南麓に位置する土地であり、劉二祖は紅襖軍に先行して泰和年間に泰山で叛乱を起こした集団の系譜を継ぐ者とみられる。この頃、「紅襖軍の方郭三が村を過ぎれば、居民はこれを迎え出た」との記録もあり、紅襖軍は山東の住民より支持を受けていたようである。
同年7月17日、僕散安貞率いる金軍主力と徐汝賢率いる「三州の衆十万」の叛乱軍は昌邑城の東で激突し、戦闘は昼に始まって暮れまで続き、両軍は30里余りを転戦したが、遂に叛乱軍の敗北に終わった。更に同月、棘七率いる4万の軍は辛河で僕散安貞率いる金軍と激突し、ここでも金軍に大敗し、萊州に逃れた。寧海州刺史の史潑立は20万の兵で以て城壁の東で金軍を防ごうとしたが敗れ、籠城を始めた。萊州の守りが堅いと見た僕散安貞は曹全・張徳・田貴・宋福らを偽って徐汝賢に投降させ、7月24日夜に全軍で城を攻めると同時に曹全らが内応し、遂に萊州は陥落した。徐汝賢は乱戦の中で殺され、楊安児は単身逃れたものの、耿格・史潑立らも皆金軍に投降した。楊安児勢力の瓦解が決定的となったと見た金は同年11月に楊安児とその配下を除いて山東地方に恩赦を出したため、形成不利と見たに楊安児は船に乗って岠嵎山（現在の海陽市の東）で曲成らの襲撃を受け殺されるに至った。このように、楊安児の勢力は結局萊州の敗戦が決定打となって多くの構成員が金に降伏し、楊安児自身も殺されるに至ったが、楊安児の妹の四娘子は残党を率いて磨旗山を拠点とし、後に李全の勢力を合流するに至る。
楊安児勢力を壊滅させた僕散安貞は、1215年（貞祐3年）2月より楊安児に並ぶ紅襖軍の指導者である劉二祖の討伐に向かった。僕散安貞は紇石烈牙吾塔とともに劉二祖の拠点である馬耳山を攻め、劉二祖配下の4千人余りを殺し、8千人を降伏させる大勝利を得た。その後、僕散安貞は宿州提控の夾谷石里哥と合流して劉二祖のもう一つの根拠地である大沫堌を攻め、両軍の間に激戦が繰り広げられた。最終的に夾谷石里哥率いる軍団が北門から城内に入り、別動隊が水寨を奪取し、遂に夾谷石里哥によって劉二祖は負傷して捕らえられた。参謀官の崔天佑・太師の李思温らも捕らえられて劉二祖の勢力は壊滅し、劉二祖自身も後に斬刑とされた。これ以後も孫邦佐・張汝楫ら残党が済南方面で抵抗を続けていたが、同年4月に完顔弼は使者を派遣して投降を促し、孫邦佐・張汝楫はこれを受け容れた。宣宗の許しを得た完顔弼は五品の官位で以てらの投降を受け容れ、孫邦佐は濰州刺史に、張汝楫は淄州刺史にそれぞれ任じられている。
なお、兗州泗水県出身の郝定なる人物は劉二祖・楊安児の残党を集めて泰安州・滕州・単州等を支配し、百官を置いて「大漢皇帝」を称した。郝定が他の紅襖軍頭目のように南宋皇帝を頼ろうとしなかったのは、金領から南宋領への亡命を厳しく禁じて淮河を渡ろうとした者達を射殺してきた南宋に失望したためと考えられている。しかし、郝定もまた1216年5月に僕散安貞の討伐を受けて9万人が殺され、3万人余りが投降し、郝定自身も捕らえられてその勢力は瓦解した。こうして紅襖軍の第一世代はほぼ壊滅し、残党は潜伏せざるをえなくなった。

### 李全の時代
このような情勢下で注目されたのが李全・石珪ら紅襖軍残党で、楚州から沈鐸・高忠率いる北伐軍が出撃するのにあわせて李全・楊友・劉全・石珪・葛平・楊徳広ら紅拠軍残党に使者が派遣された。金朝による討伐によって困窮していた紅襖軍残党は順次南宋に帰順して「忠義軍」と呼ばれ、南宋の支援を受けた李全らは同年12月中に莒州・密州・青州などを瞬く間に占領した。
劉二祖・楊安児ら紅襖軍第一世代が討伐されたのとほぼ同時期、モンゴル帝国ではチンギス・カンが本国に帰還し、華北経略は「太師国王」と称したムカリに一任されるようになった。これと並行してモンゴルの対金政策も変わり始め、従来の略奪主体の侵攻ではなく現地の有力者（＝後の漢人世侯）を帰順させる事に力を入れ始めたため、金朝は河北での支配権を事実上喪失することとなった。貞祐5年（1217年）4月、北方での支配権を失った金朝は失地を南方で挽回せんと南宋侵攻を開始したが、このために山東地方にあって自立する李全ら紅襖系勢力がにわかに注目されるに至った。この時、かつて楊安児の下にいたが南宋に亡命した沈鐸・季先らが知楚州の応純之の命を受けて紅襖系勢力を味方に引き入れるべく活動し、ここに至って食料不足に悩んでいた紅襖系首領は次々に南宋に帰順を表明した。南宋側は軍を沈鐸と高忠皎の二手に分けて金朝領に侵攻しており、李全は5千の兵を率いて高忠皎軍に合流して海州を攻めたが、この時は食料不足のため一時東海に退却している。12月、李全は改めて兵を分けて莒州を攻撃し、守将の蒲察李家を捕らえることに成功した。また、配下の別将は密州を攻略し、兄の李福は青州を平定したため、李全の功績を認めた南宋朝廷は1218年（興定2年/嘉定11年/戊寅）正月10日（壬午）に正式に李全を京東路総管に任命した。応純之は北伐軍が勝利を重ねるのを見て朝廷に今こそ中原恢復の時であると進言したが、南宋朝廷の実権者であった丞相の史弥遠は開禧用兵が失敗した経験から北伐には慎重な態度を示した。一方、これより李全らは南宋より「忠義軍」と呼ばれるようになり、また「忠義糧」と呼称された1万5千人分の食糧が南宋より紅襖軍＝忠義軍に支給されるようになった。ただし、この「忠義糧」は紅襖軍を南宋に帰順させた立役者の沈鐸らに優先して支給されており、これが後の紅軍どうしでの内部対立の遠因となった。
しかし1218年に入ってからは金側も逆襲を開始し、4月22日（丁卯）には南宋軍が膠西で敗れ、来援した李全も敗走した。また、4月27日（戊辰）には密州で李全は敗れて将校数十人・士卒700人が金軍に降り、5月4日（甲戌）には莒州・日照県の南でも招撫副使の黄摑に敗れて40里にわたって追撃を受けた。なお、李全と協力関係にあった高忠皎も海州に侵攻したものの2月に朐山で戦死したが、その勢力は李全が継承したようで、同年5月には李全が海州への侵攻を南宋側に申し出ている。6月からは海州の包囲を開始したが経略の阿不罕の奮闘によってなかなか降らず、7月には鄆州・単州・邳州・徐州から得た援軍とともに高橋で戦闘したが勝利を得られず、やむなく石秋に退守した。その後、李全は方向を変えて密州を再度攻め、9月11日（庚寅）にはようやく招撫副使の黄摑を捕虜として密州を占領することに成功した。

#### 忠義軍の内紛
1219年（興定3年/嘉定12年/己卯）に入る頃には山東からの流民が際限なく南宋領に逃れてきたため南宋側も物資不足となり、また罷免された応純之の後任の権知楚州の梁丙が忠義糧を削減して漣水軍の自然崩壊を図ったため、最も勢力の小さかった石珪が食料不足に陥った。追いつめられた石珪らは同年1月に「忠義糧」を運ぶ舟を奪い、2月には2万の兵を率いて淮河を渡り楚州南度門を攻撃するという事件を起こした（南度門の変）。これを受けて梁丙は説得のため李全を石珪の下に派遣し、石珪は李全の仲介を受け入れて撤兵し、淮西に侵攻した金軍を迎え撃つために盱眙方面に移ることとなった。同年閏3月、李全は根拠地の東海で選抜した精鋭軍を率いて楚州から出撃し、忠義統轄の季先率いる漣水忠義軍とともに金軍を破ったが､ 李全は「盧鼓槌」の異名を持つ金の猛将の紇石烈牙吾塔や僕散安貞を破る大功を立てた。僕散安貞は楊安児・劉二祖ら紅襖軍の第一世代を討伐した張林であり、この一戦によって李全の声望は忠義軍の中で随一になったとみられる。6月には更に益都を拠点とする金の元帥の張林を投降させたため、これによって青州・莒州・密州・登州・萊州・濰州・淄州・浜州・棣州・寧海州・済南府の12州が李全に投降し、7月中には山東の大部分の経略を完了した。
同年9月、江淮制置使を発展解消する形で淮東制置使が成立し、以後この機関が紅襖軍＝忠義軍を監督する地位に就いた。一方、同時期に李全は広州観察使・左衛将軍・京東忠義諸軍都統制・楚州駐札に任命されたが、これは名実ともに李全が忠義軍の統率者の地位を認められたことを意味した。しかし、歴代の淮東制置使は忠義軍への統制を強めようと厳しい態度で臨んだため、年を経るごとに淮東制置使と忠義軍の対立は激化し、結果として5人の淮東制置使の内3人までもが忠義軍の叛乱に遭って殺害されるという結果に終わっている。9月14日（丙午）に新しく主管淮東制置司公事兼節制京東河北路軍馬に任命された賈渉は「昔の患は亡金だけであったが、今の患は更に山東忠義と北辺（＝モンゴル）が加わっている（昔之患不過亡金、今之患又有山東忠義与北辺）」と評しており、忠義軍を潜在的な敵対勢力とみて事あるごとに忠義諸軍の勢力を殺ぐことを図った。賈渉はまず石珪・陳孝忠・夏全らの軍を分けて両屯とし、李全軍は五砦とした。そして陝西義勇法を用いて諸軍を淘汰し、三万人を整理し、残りの六万人弱に入れ墨して忠義軍として登録し、南軍七万人の監視下に置いた。一方で、これと並行して李全軍に対しては2万人分の銭糧が増額され、楚州に従屯することを許すという懐柔策も講じている。
1220年（興定4年/嘉定13年/庚辰）に入ると朝命を受けて出兵し、南宋に内附を求めた厳実の協力によって魏州・博州・恩州・徳州・懐州・衛州・開州・相州の9州を平定した。その後、楚州や盱眙の忠義軍部隊を率いて東平府を攻撃したが、盱眙忠義軍は本来石珪の影響下にある部隊であり、李全は他の忠義軍にも影響力の浸透を図っていたようである。

#### 忠義軍の併合
1220年6月、漣水忠義軍を統轄していた季先が、南宋政府に暗殺されるという事件が起こった。賈渉をはじめ南宋の側では季先の死後、南宋から派遣した将に忠義軍を率いさせようと企んでいたが、予想に反して裴淵・宋徳珍・孫武正・王義深・張山・張友ら漣水忠義軍は石珪を新たな首領として迎え入れた。このような経緯から右珪は南宋朝廷に敵視され、同年末には遂にモンゴル帝国に単身投降するに至った。残された漣水忠義軍は李全軍に吸収され、また石珪配下の盱眙忠義軍についても、李全が盱眙忠義都統に任じられたことで支配下に入った。
1221年（興定5年/嘉定14年/辛巳）正月、賈渉に対して劉卓とともに泗州を攻めることを請い、許されると盱眙より淮河を渡ってまず泗州の西城を攻めた。これを受けて金朝の側では「盧鼓槌」紇石烈牙吾塔を派遣し、李全はこれに大敗して撤退せざるをえなくなった。1222年（元光元年/嘉定15年/壬午）2月には劉卓が再び泗州西城を奪取し、更に紇石烈牙吾塔配下の張恵が李全に寝返ったことでその部下数千人を配下に入れることとなった。またこの頃、塩場を巡って李全の兄の李福と張林が対立し、張林もまた石珪と同様にモンゴルに投降したが、後に邢徳という張林の副官が配下を率いて復帰したため、李全に打撃を与えるまでには至らなかった。

#### 南宋との対立
1223年（元光2年/嘉定16年/癸未）5月、初代の淮東制置使の賈渉が忠義軍の反抗に遭って楚州を追い出されるという事件が起き、文臣では力不足とみた南宋の朝廷は武臣たる淮西都統の許国を朝議大夫・淮東制置使に抜擢した。許国は南宋政府の期待通り忠義軍弾圧を遂行したが、これに反発する李全と南宋側の溝はより深まった。1224年（正大元年/嘉定17年/甲申）11月、許国は両淮馬歩軍13万人を楚州城外に集めて忠義軍を威圧したが、このような許国の態度は李全ら忠義軍の反感を集めた。
1225年（正大2年/宝慶元年/乙酉）正月、史弥遠の策動により帝位継承から排除された済王趙竑は湖州に移されたが、土豪の潘壬・潘甫などが企てた反乱に巻き込まれた。潘甫は密かに李全と連絡して済王を擁立することを知らせ、李全も期日に合わせて呼応することを約したが、実は形勢を観望するまま助けてくれなかった。李全の援軍が到着せず、クーデターの謀議が発覚することを憂慮した潘壬らは塩賊1千人余りを集めて湖州城にいた済王を訪ねて推戴し、李全軍20万が済王擁立のため南下してくると扇動した。しかし、潘壬の群れが烏合の衆に過ぎないという事実に気づいた済王が朝廷に変を告げ、潘壬・潘甫などはみな誅殺された。湖州での事変に驚愕した史弥遠は刺客を送り済王も殺害したが、李全と結託したという潘壬らの虚言に人々が大いに動揺したとの逸話が伝えてくれるように、この頃の李全軍は既に強大な武力として南宋の朝廷から警戒されていたようである。同年2月、益都の李全の命を受けた劉慶福が楚州で叛乱を起こすと、許国は襲撃を受けて落命してしまった（劉慶福の乱）。この叛乱には兵数千を率いて揚州に駐屯していた劉全も呼応し、盱眙の南軍にも不穏な動きがあり、他の忠義軍が連鎖的に叛乱を起こすことを恐れた南宋朝廷は結局李全たちを罰することができなかった。このような経緯を経て南宋朝廷は忠義軍に対し懐柔策に転じ、三代目の淮東制置使には李全と親交が厚かった徐晞稷を任命した。徐晞稷は当初こそ叛乱を起こした者たちを斬首するなど厳しい態度で挑んだが、後には彭義斌と対立した李全を救うなど、李全に味方する行動が多かった。